# 파더스 데이 (1997년 영화)
《파더스 데이》(영어: Fathers' Day)는 미국에서 제작된 1997년 코미디 영화이다. 아이번 라이트먼이 연출, 제작하였고, 로빈 윌리엄스, 빌리 크리스털 등이 출연하였다.

## 출연
- 로빈 윌리엄스 - 데일 퍼틀리 역
- 빌리 크리스털 - 잭 로런스 역
- 줄리아 루이드라이퍼스 - 캐리 로런스 역
- 나스타샤 킨스키 - 콜렛 앤드루스 역
- 찰리 호프하이머 - 스콧 앤드루스 역
- 브루스 그린우드 - 밥 앤드루스 역
- 재러드 해리스 - 리 역
- 루이 롬바디 - 맷 역
- 패티 다밴빌 - 셜리 역
- 헤일리 존슨 - 니키 역
- 찰스 로킷 - 러스 역
- 클로뎃 웰스 - 트위즈버리 씨
- 폴 허먼 - 바모어 씨
- 제이슨 라이트먼 - 골목에서 발견돼 잠시 스콧으로 오해 받은 아이 역
- 캐서린 라이트먼 - 빅토리아 역
- 슈거 레이 - 본인 역
- 메리 매코맥 - 버지니아 역 (크레디트 미기재)
- 멜 깁슨 - 스콧, 바디 피어싱 시술자 역 (카메오 출연)
- 데니스 버클리 - 캘빈 역

## 기타 제작진
- 공동 제작: 고든 A. 웨브
- 협력 제작: 셸던 칸
- 미술: 토머스 E. 샌더스
- 의상: 리타 라이액

## 우리말 녹음
SBS 성우진 (2000년 5월 5일)
- 배한성 - 데일(로빈 윌리엄스)
- 오세홍 - 잭(빌리 크리스털)
- 이현선 - 캐리(줄리아 루이드라이퍼스)
- 강희선 - 콜렛(나스타샤 킨스키)
- 김일 - 스콧(찰리 호프하이머)
- 김준 - 밥(브루스 그린우드) / 리(재러드 해리스) / 호텔 직원(윌리엄 홀)
- 최성우 - 셜리(패티 다밴빌) / 트위즈버리(클로뎃 웰스)
- 박영화 - 러스(찰스 로킷)
- 문관일 - 맷(루이 롬바디) / 호텔 직원(리키 해리스)
- 홍승섭 - 피터(톰 베리카) / 바모어(폴 허먼)
- 오인성 - 주유소 직원(크리스토퍼 제임스) / 웨이터(데이나 굴드)
- 이선 - 니키(헤일리 존슨) / 로즈(제니퍼 크리스털)
- 박지훈 - 캘빈(데니스 버클리) / 도어맨(안드레이 조토프) / 스콧(멜 깁슨)